# Bathydrilus litoreus
Bathydrilus litoreus är en ringmaskart som beskrevs av Baker 1983. Bathydrilus litoreus ingår i släktet Bathydrilus och familjen glattmaskar. Inga underarter finns listade i Catalogue of Life.